# Biocid

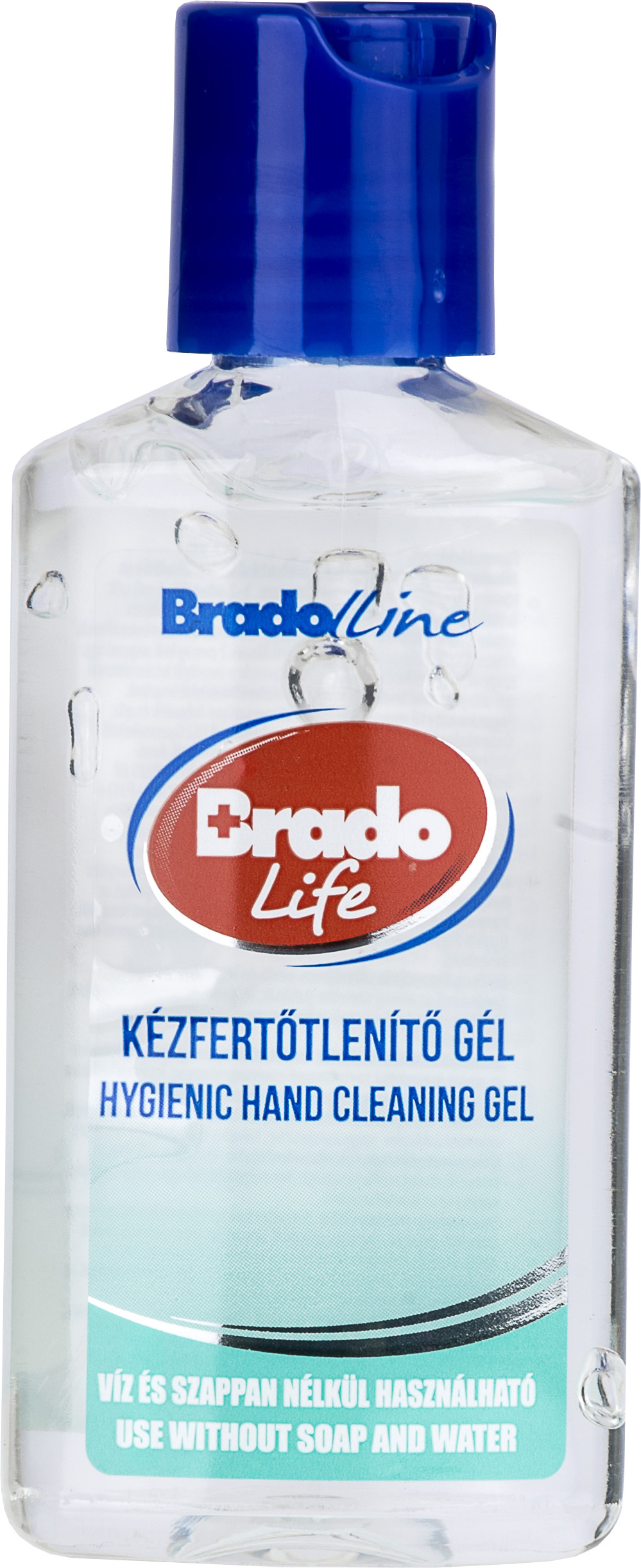
Kézfertőlenítő

A biocidok olyan kémiai anyagok vagy mikroorganizmusok, amelyeket kártevő élőlények ellen használnak, és azokat elpusztítja, elriasztja, vagy károkozását bármely más módon akadályozza. Nem számítanak biocidnak azok a termékek, amelyek pusztán fizikai/mechanikai hatással bírnak (mint például a légycsapó, vagy akár a mechanikus vagy ragasztós egércsapda); valamint a gyógyszerek sem. Gyakorlati okokból elválasztják egymástól a biocidokat és a növényvédő szereket is, bár sok hatóanyagot (pl. rovarirtókat) mindkét célra felhasználják.

## Csoportosítás
A gyakorlatban a biocidokat nagyon változatos területeken alkalmazzák, az ivóvíz kezelésétől a kézfertőtlenítő szappanokon keresztül egészen a patkányirtókig és kullancsriasztó szerekig. Hogy megpróbálják egybefogni ezeket a szerteágazó területeket, az Európai Unió szabályozása a biocidokat 22 terméktípusra osztja:
- Fertőtlenítőszerek
  - 1. terméktípus: Humán higiénés termékek, kéz és bőrfertőtlenítők
  - 2. terméktípus: Egyéb fertőtlenítő és algásodásgátló szerek (amelyeket nem közvetlenül emberen vagy állatokon alkalmaznak), felületfertőtlenítők, uszodavíz-kezelőszerek, légkondicionálók, kórházi hulladék, mobilvécék stb. fertőtlenítőszerei
  - 3. terméktípus: Állategészségügyi termékek, fertőtlenítő és antimikrobiális, kullancs- és bolhariasztó termékek, de a gyógyszerként használt termékek nem
  - 4. terméktípus: Élelmiszerrel és takarmánnyal érintkező berendezések, felületek fertőtlenítőszerei
  - 5. terméktípus: Ivóvízkezelő szerek

- Tartósítószerek
  - 6. terméktípus: Feldolgozott termékek tartósítószerei (általában antibakteriális vagy penészedésgátló hatással)
  - 7. terméktípus: Bevonatvédő szerek
  - 8. terméktípus: Faanyagvédő szerek
  - 9. terméktípus: Rost, bőr, gumi és polimerizált anyagok tartósítószerei
  - 10. terméktípus: Építőanyagok tartósítására használt szerek
  - 11. terméktípus: Tartósítószerek hűtőfolyadékokhoz és technológiai eljárásokhoz (rendszerfolyadékok)
  - 12. terméktípus: Nyálkásodásgátló szerek (ipari berendezéseken)
  - 13. terméktípus: Megmunkálásra vagy vágásra használt folyadékok tartósítószerei (ipari folyamatokban)

- Kártevők elleni védekezésre használt szerek
  - 14. terméktípus: Rágcsálóirtók
  - 15. terméktípus: Madárölő szerek (inkább csak a teljesség kedvéért, a gyakorlatban nehéz példát találni rá, a riasztószerek nem tartoznak ide)
  - 16. terméktípus: Puhatestűek, férgek és egyéb gerinctelen állatok elleni szerek
  - 17. terméktípus: Halirtó szerek (szintén nem túl gyakran alkalmazott terméktípus)
  - 18. terméktípus: Rovarölőszerek
  - 19. terméktípus: Riasztó- és csalogatószerek
  - 20. terméktípus: Egyéb gerincesek elleni védekezésre használt szerek

- Egyéb biocid termékek
  - 21. terméktípus: Algásodásgátló termékek (hajókon és vízben használt szerkezeteken)
  - 22. terméktípus: Balzsamozáshoz és kitöméshez használt folyadékok

## Törvényi szabályozás

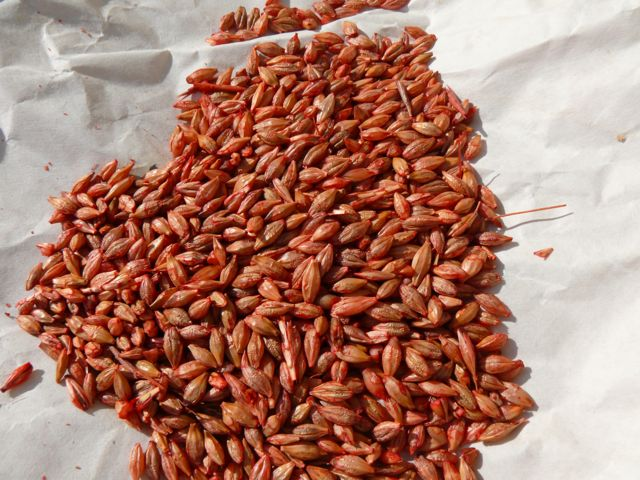
Rágcsálóirtóval impregnált gabonaszemek

Az Európai Unióban az 528/2012/EU rendelet szabályozza a biocid termékek forgalmazását. Az uniós törvényt a 316/2013. (VIII. 28.) kormányrendelet illeszti a magyar jogrendszerhez. A korábbi szabályozáshoz képest az egyik nagy különbség, hogy 2013 szeptemberétől a fogyasztók védelme érdekében a biocidokkal kezelt bármilyen termék címkéjén ezt a tényt fel kell tüntetni. A rendelet definíciója szerint: „biocid termék”: — bármely olyan, egy vagy több hatóanyagból álló, egy vagy több hatóanyagot tartalmazó vagy egy vagy több hatóanyagot keletkeztető anyag vagy keverék a felhasználóhoz jutó kiszerelésben, amelynek rendeltetése, hogy károsító szervezeteket a tisztán fizikai vagy mechanikai ráhatáson kívüli bármely módon elpusztítson, elriasszon, ártalmatlanná tegyen, hatásuk kifejtésében megakadályozzon vagy azokkal szemben más gátló hatást fejtsen ki
Az Unióban a biocidok forgalmazásának és felhasználásának részletes szabályozása 1998-ban kezdődött a 98/8/EK irányelvvel, amelynek fő célja egyrészt az egységes szabályozás volt, másrészt az, hogy a fogyasztókhoz csak alaposan kivizsgált és elfogadható kockázatú hatóanyagot tartalmazó termékek jussanak el. Elindították a hatóanyagok felülvizsgálati programját; csak olyan anyagok maradhattak a piacon, amelyekre részletes (és költséges), vizsgálatokkal alátámasztott kockázatelemzést nyújtott be a gyártó/forgalmazó. Ennek következtében a korábban forgalomban levő 2-3000 hatóanyagból kevesebb mint tizedrésze maradhatott meg, részben mert elfogadhatatlan volt a kockázata, de többnyire azért mert nem jelentkezett olyan cég vagy szervezet, amely vállalta volna az elemzés költségeit.

## Kockázatok
A biocid hatóanyagok jelentős része irtószer, vagyis az ember és a környezet számára is veszélyes méreg, ezért csak átgondoltan és a munka- és egészségvédelmi szabályok betartásával javasolt az alkalmazásuk. Korlátozás nélküli használatuk (például az utóbbi időben terjedő gyakorlat, hogy fertőtlenítő hatással látnak el ruhadarabokat, bútorokat, stb.) extra terhelésnek teszi ki az emberi szervezetet és az antimikrobiális anyagok a környezetbe jutva károsítják a szennyvíztisztító telepek lebontóképességét és a talaj természetes baktériumflóráját.